# Batophila pyrenaea
Batophila pyrenaea es un coleóptero de la familia Chrysomelidae. Fue descrita en 1866 por Allard.